# День Сонця
Не слід плутати із Міжнародним днем сонця - святом, започаткованим рішенням Міжнародного товариства сонячної енергії у 1994 році та Святом Сонця, що відзначається щорічно між 25 та 31 січня у Мурманську.
У цього терміна є також інші значення. Див. День літнього сонцестояння.

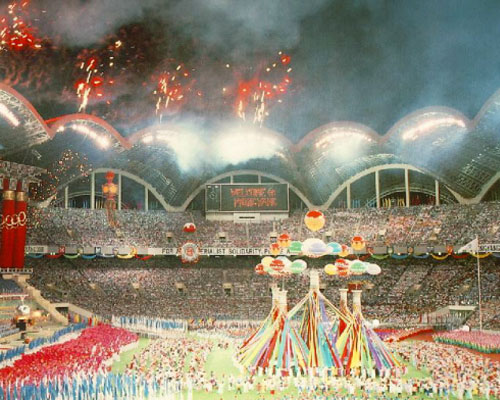
Фестиваль Аріран — фестиваль масових ігор часто проводиться в день Сонця.

День Сонця (кор. 태양절, 太陽 節) — державне свято в КНДР. Відзначається 15 квітня на честь дня народження Кім Ір Сена, якого в Північній Кореї називають «Сонцем нації». День народження Кім Ір Сена, який був офіційним святом з 1968 року, був перейменований у День Сонця в 1997 році, через три роки після його смерті. Назва бере своє значення з ім'ям вождя Ір Сена — з корейського для «стати сонцем».
Північнокорейці відзначають свято, відвідуючи місця, які мають зв'язок з життям лідера, наприклад, тисячі статуй, розкиданих по всій країні, або Мангендэ, його Батьківщина в столиці Пхеньян. Найважливіші заходи проходять в столиці, в тому числі відвідування Кімсусанського Палацу Сонця, де перебуває в спокої тіло Кім Ір Сена і Великого пам'ятника на горі Мансу, що являє собою високу статую вождя.
Держава прагне забезпечити своїм громадянам більше їжі і електрики, ніж зазвичай, але успіх не завжди гарантований. Зокрема, діти отримують цукерки та інші подарунки як прояв любові, виявленої керівниками держави. Свята не приурочені до дати. Поминання відбувається з 16 лютого, у день народження Кім Чен Іра, під час так званого «Фестивалю лояльності». Свята у квітні близьких за датою до Дня Сонця називають Фестиваль Сонця. За самим Днем Сонця слідують два вихідні, що в сумі складає три святкових вихідних дні.

## Святкування
Як правило, на честь свята корейцям видають «подарунки Великого Вождя» — набір дефіцитних продуктів і солодощів, а також іноді побутову техніку. Діти молодші 12 років отримують мішки один кілограм цукерок і печива на церемонії в школі. Отримавши такий подарунок, вони повинні схилитися перед портретами Кім Ір Сена і Кім Чен Іра в класі і сказати: «Дякую, Великий вождь дідусь! Та, спасибі, батьку!» Школярі також готують вистави. З 11 по 12 квітня їх вчителі вибирають кращі з вистав для показу на День Сонця. День Сонця — це один з небагатьох випадків, коли Корейський Дитячий Союз приймає нових членів.
Держустанови, бізнес-офіси, банки та роздрібна торгівля закриті в День Сонця.

## Фестиваль лояльності
Аналогічне свято існує вже 16 лютого, у день народження колишнього лідера Кім Чен Іра, відомий як День сяючої зірки. Двомісячний період між Днем сяючої зірки і Днем Сонця називається періодом фестивалю лояльності, з повсюдними гуляннями.